# 约讷河畔尚
約訥河畔尚（法語：Champs-sur-Yonne，法語發音：[ʃɑ̃ syʁ jɔn]）是法国勃艮第-弗朗什-孔泰大区约讷省的一个市镇，属于欧塞尔区。

## 地理
约讷河畔尚（47°44'14"N, 3°36'4"E）面积4.39 平方千米，位于法国勃艮第-弗朗什-孔泰大區约讷省，该省份为法国中北部内陆省份，西接卢瓦雷省，西北接塞纳-马恩省，南至涅夫勒省，东临科多尔省，东北与奥布省接壤。
与约讷河畔尚接壤的市镇（或旧市镇、城区）包括：欧日、欧塞尔、埃科利沃圣卡米耶、圣布里勒维讷。

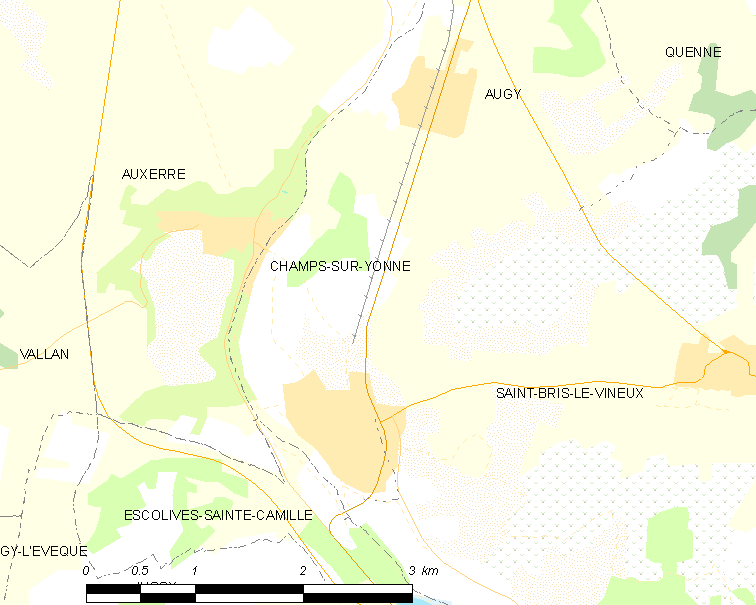
约讷河畔尚的OSM定位图

约讷河畔尚的时区为UTC+01:00、UTC+02:00（夏令时）。

## 行政
约讷河畔尚的邮政编码为89290，INSEE市镇编码为89077。

## 政治
约讷河畔尚所属的省级选区为欧塞尔第三县。

## 人口

1962-2008年间约讷河畔尚人口变化图示

约讷河畔尚于2022年1月1日时的人口数量为1534人。